# Buslijn 12 (Kortrijk)
Buslijn 12 in Kortrijk verbindt de eindhaltes Station Kortrijk en Rollegem Aalbekestraat. 

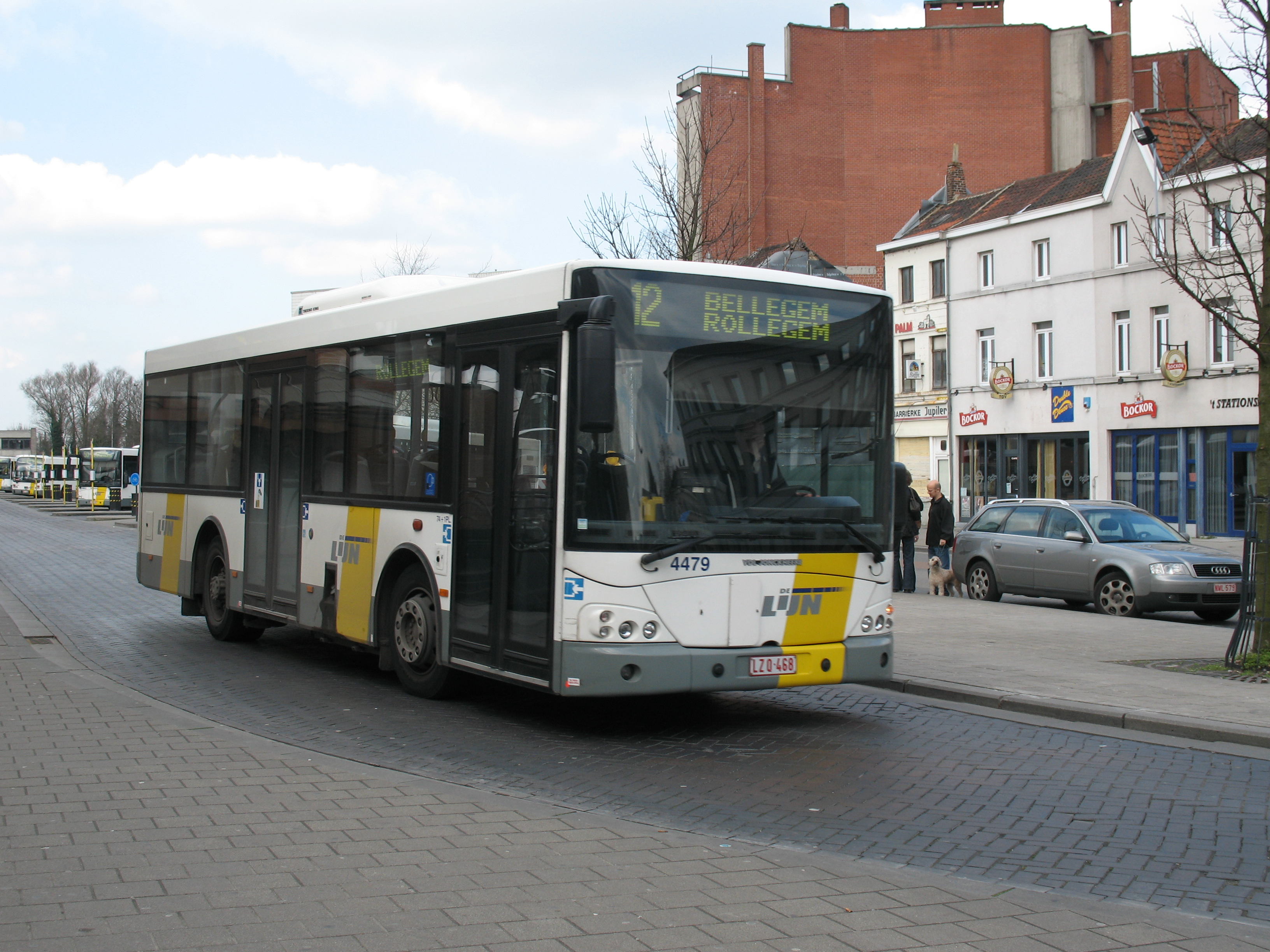
Een Kortrijkse stadsbus 12 verlaat het busstation Tolstraat

De lijn vormt een verbinding tussen de binnenstad, Hoog-Kortrijk en de deelgemeentes Rollegem en Bellegem. De lijn komt onder meer voorbij de Doorniksewijk, Hoog Kortrijk, Rollegem, Bellegem en eindigt ten slotte in Rollegem. In feite is lijn 12 een verlengde van stadslijn 1. Samen zorgen ze voor een halfuursfrequentie tussen het Station en Kinepolis/Xpo, AZ Groeninge. Sinds 1 juli 2023 is deze buslijn geschrapt en voor grotendeels vervangen door nummer 10

## Geschiedenis
In april 2004 werd de stadslijn 3 herdoopt tot lijn 13, en reed deze lijn niet langer via Kinepolis. Op dat ogenblik werd een nieuwe doorgaande lijn 12 gecreëerd. Deze lijn 12 bedient sinds dan het stuk Heule Bozestraat - Station - Kinepolis - Rollegem - Bellegem. Op die manier ontstond een noord-zuidlijn doorheen de stad. Deze lijn had bij de start een 20 minuten-frequentie tussen Heule Bozestraat en Kinepolis. Bovendien reed 1 bus per uur door tot in Bellegem.
Op 1 december 2005 vonden echter opnieuw een aantal wijzigingen plaats: zo werd de stadslijn 12 opgesplitst in lijnen 3 (Station - Heule Bozestraat), lijn 12 (Station - Xpo - Bellegem - Rollegem - Aalbeke) en lijn 1 (Station - Kinepolis) waarbij de volledige noord-zuidlijn opnieuw opgesplitst werd in verschillende lijnen  met elk en verschillende frequentie die telkens eindigen aan het treinstation. Aanvankelijk waren er enkele verlengde ritten tot Aalbeke Centrum. 
Sinds 19 april 2010 werd op de lijn 12 een bijkomende halte voorzien aan de nieuwe Campus Kennedylaan van het AZ Groeninge.

## Traject buslijn 12
De buslijn 12 heeft de volgende haltes:
|   |   |   |   |   | Halte                             | Aansluitingen                          |
| - | - | - | - | - | --------------------------------- | -------------------------------------- |
|   |   | o |   |   | Station (Busterminal 3 perron 32) | NMBS - alle stadslijnen - streeklijnen |
|   |   |   |   |   |                                   |                                        |
| ⇃ | o |   |   |   | Spoorweglaan                      |                                        |
| ⇃ | o |   |   |   | Zwevegemsepoort                   |                                        |
| ⇃ | o |   |   |   | Doorniksepoort                    |                                        |
|   |   |   | o | ↾ | Louis Robbeplein                  |                                        |
|   |   |   | o | ↾ | Graanmarkt                        | Stadslijnen 1, 2, 3, 4, 6, 13          |
|   |   |   | o | ↾ | Vlasmarkt                         |                                        |
|   |   |   |   |   |                                   |                                        |
|   |   | o |   |   | Doorniksewijk                     | Stadslijnen 1, 2, 13                   |
|   |   | o |   |   | Sint-Rochuskerk                   |                                        |
|   |   | o |   |   | Kanon                             |                                        |
|   |   | o |   |   | Nieuwpoortstraat                  |                                        |
|   |   | o |   |   | Halve Jan                         |                                        |
|   |   | o |   |   | Kinepolis - Kortrijk Xpo          | Stadslijnen 1, 13                      |
|   |   | o |   |   | Beneluxpark                       |                                        |
|   |   | o |   |   | Bekaert                           |                                        |
|   |   | o |   |   | Konvert                           |                                        |
|   |   | o |   |   | Nationale Bank                    |                                        |
|   |   | o |   |   | Leiedal                           | Stadslijn 1                            |
|   |   | o |   |   | AZ Groeninge                      | Stadslijn 1                            |
|   |   | o |   |   | Marionetten                       |                                        |
|   |   | o |   |   | Rollegem, Eikendreef              |                                        |
|   |   | o |   |   | Rollegem, Groene Dreef            |                                        |
|   |   | o |   |   | Rollegem, Segersweg               |                                        |
|   |   | o |   |   | Rollegem, Containerpark           |                                        |
|   |   | o |   |   | Rollegem, Kannestraat             |                                        |
|   |   | o |   |   | Rollegem, Waterval                |                                        |
|   |   | o |   |   | Bellegem, Plaats                  |                                        |
|   |   | o |   |   | Bellegem, Sint-Amandsdreef        |                                        |
|   |   | o |   |   | Rollegem, Kwabrugstraat           |                                        |
|   |   | o |   |   | Rollegem, Kwade Brug              |                                        |
|   |   | o |   |   | Rollegem, Beekstraat              |                                        |
|   |   | o |   |   | Rollegem, Plaats                  |                                        |
|   |   | o |   | ↾ | Rollegem, Weimeersen              | enkel bij terugreis                    |
|   |   | o |   |   | Rollegem, Aalbekestraat           |                                        |

## Kleur
De kenkleur van deze lijn is paars met witte letters.